# Fête des parents
La fête des parents est célébrée en Corée du Sud (8 mai) et aux États-Unis (quatrième dimanche de juillet). La désignation sud-coréenne a été créée en 1973, en remplacement de la fête des Mères précédemment célébrée le 8 mai, et comprend des célébrations publiques et privées. La journée des États-Unis a été créée en 1994 sous la présidence de Bill Clinton. Le 1er juin a également été proclamé « Journée mondiale des parents » par les Nations unies, en signe de reconnaissance pour l'engagement des parents envers leurs enfants. Aux Philippines, même si cela n'est pas strictement observé ou célébré, le premier lundi de décembre est proclamé Journée des parents.

## International
Les Nations unies ont proclamé le 1er juin Journée mondiale des parents « pour remercier tous les parents du monde entier pour leur engagement désintéressé envers les enfants et leur sacrifice de toute une vie pour entretenir cette relation ». C'est le même jour que la Journée internationale des enfants.

## Aux États-Unis
Aux États-Unis, la fête des parents a lieu le quatrième dimanche de juillet. Ceci a été établi en 1994 lorsque le président Bill Clinton a signé une résolution du Congrès ( 36 U.S.C. § 135) pour « reconnaître, élever et soutenir le rôle des parents dans l'éducation des enfants ». Le projet de loi a été présenté par le sénateur républicain Trent Lott. Il était soutenu par des membres de l'Église de l'Unification, qui célèbre également une fête appelée fête des Parents, bien qu'à une date différente,. La fête des parents est célébrée partout aux États-Unis.